# Zdeněk Fibich
Zdeněk Fibich (21 de dezembro de 1850 – 15 de outubro de 1900) foi um compositor checo de música clássica.

## Carreira
O fato de Fibich ser muito menos conhecido do que Antonín Dvořák ou Bedřich Smetana pode ser explicado pelo fato de que ele viveu durante a ascensão do nacionalismo tcheco dentro do Império Habsburgo. Enquanto Smetana e Dvořák se entregavam inteiramente à causa nacional, escrevendo conscientemente música tcheca com a qual a nação emergente se identificava fortemente, a posição de Fibich era mais ambivalente. Isso se deveu à formação de seus pais e à sua educação. O pai de Fibich era um oficial florestal tcheco e a infância do compositor foi passada em várias propriedades florestais do nobre para quem seu pai trabalhava. Sua mãe, no entanto, era de etnia vienense alemã. Educado em casa por sua mãe até os nove anos de idade, ele foi enviado para um ginásio de língua alemã em Viena por dois anos antes de frequentar um ginásio de língua tcheca em Praga, onde ficou até os 15 anos. Depois disso, ele foi enviado para Leipzig onde permaneceu por três anos estudando piano com Ignaz Moscheles. Depois de quase um ano em Paris, Fibich concluiu seus estudos com Vinzenz Lachner (o irmão mais novo de Franz e Ignaz Lachner) em Mannheim. Fibich passou os anos seguintes morando com seus pais em Praga, onde compôs sua primeira ópera Bukovina, baseada em um libreto de Karel Sabina, o libretista de A noiva trocada de Smetana. Aos 23 anos, casou-se com Růžena Hanušová e fixou residência na cidade lituana de Vilnius. onde obteve uma posição de mestre de coro. Depois de passar dois anos infelizes lá (sua esposa e gêmeos recém-nascidos morreram em Vilnius), ele retornou a Praga em 1874 e permaneceu lá até sua morte em 1900. Em 1875 Fibich casou-se com a irmã de Růžena, a contralto operística Betty Fibichová (nascida Hanušová), mas a deixou em 1895 por sua ex-aluna e amante, Anežka Schulzová. A relação entre Schulzová e Fibich foi importante para ele artisticamente, já que ela escreveu os libretos para todas as suas óperas posteriores, incluindo Šárka, mas também serviu de inspiração para seus Humores, Impressões e Reminiscências.
Fibich recebeu uma educação bi-cultural, vivendo durante seus primeiros anos de formação na Alemanha, França e Áustria, além de sua Boêmia natal. Ele era fluente em alemão e também em tcheco. Em suas obras instrumentais, Fibich geralmente escrevia no estilo dos românticos alemães, primeiro caindo sob a influência de Weber, Mendelssohn e Schumann e mais tarde Wagner. Suas primeiras óperas e cerca de 200 de suas primeiras canções são em alemão. Essas obras, junto com suas sinfonias e música de câmara, receberam elogios consideráveis da crítica alemã, embora não dos tchecos. A maior parte das óperas de Fibich são em tcheco, embora muitas sejam baseadas em fontes não tchecas, como Shakespeare, Schiller e Byron. Em sua música de câmara, mais do que em qualquer outro lugar, Fibich faz uso de melodias folclóricas boêmias e ritmos de dança como o dumka. Fibich foi o primeiro a escrever um poema em tom nacionalista tcheco (Záboj, Slavoj a Luděk) que serviu de inspiração para Má vlast de Smetana. Ele também foi o primeiro a usar a polca em um trabalho de câmara, seu quarteto em A.
Após seu retorno a Praga em 1874, a música de Fibich encontrou reações severamente negativas na comunidade musical de Praga, decorrentes de sua adesão (e de Smetana) às teorias de Richard Wagner sobre a ópera. Enquanto a carreira posterior de Smetana foi atormentada por problemas para apresentar dramas musicais de estilo wagneriano em tcheco para um público conservador, a crítica musical pugilística de Fibich, sem mencionar suas óperas posteriores abertamente wagnerianas, Hedy, Šárka e Pád Arkuna, exacerbou o problema nos anos após a morte de Smetana em 1884. Junto com o esteticista musical Otakar Hostinský, ele foi condenado ao ostracismo do estabelecimento musical no Teatro Nacional e Conservatório de Praga e forçado a contar com seu estúdio de composição privado. O estúdio, entretanto, era muito respeitado entre os alunos, atraindo nomes como Emanuel Chvála, Karel Kovařovic, Otakar Ostrčil e Zdeněk Nejedlý, o famoso crítico e subsequente político. Muito da recepção da música de Fibich no início do século XX é resultado dos esforços desses alunos após a morte de seu professor, especialmente nas campanhas altamente polêmicas de Nejedlý realizadas em uma série de monografias e artigos que buscavam corrigir o que ele considerava iniquidades do passado. Embora isso tenha servido para chamar a atenção da música de Fibich, os estudos subsequentes tiveram que lidar com o espectro da tendência intensamente pessoal de Nejedlý.
Existe uma Sociedade Fibich que organizou projetos como o Catálogo Temático de Vladimir Hudec (abaixo) e muito mais

## Trabalhos
Com trabalhos de câmara (incluindo dois quartetos de cordas, um trio e um quarteto de piano, e um quinteto para piano, cordas e sopros), poemas sinfônicos, três sinfonias, sete óperas, sendo as mais famosas Šárka e A Noiva de Messina", melodramas incluindo a trilogia substancial Hippodamia, música litúrgica incluindo uma missa - a missa brevis; e um grande ciclo (quase 400 peças, da década de 1890) de obras para piano chamado Moods, Impressions, and Reminiscences. O ciclo do piano serviu como uma espécie de diário de seu amor por um aluno de piano. Ele nasceu em Všebořice (Šebořice), perto de Čáslav.
Fibich foi o compositor original da melodia de "My Moonlight Madonna", para a qual Paul Francis Webster escreveu as letras em inglês. Em 1933, a melodia foi popularmente harmonizada por William Scotti.